# Аквариум Шедда

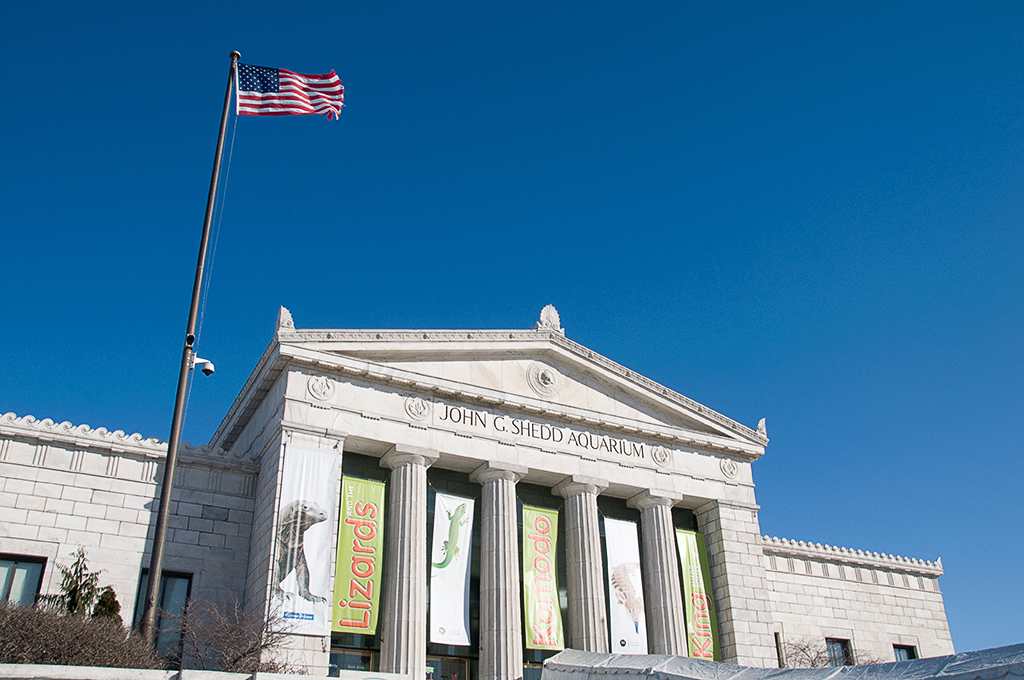
Аквариум Шедда, Чикаго

Аквариум Джона Г. Шедда, англ. John G. Shedd Aquarium — публичный океанариум в городе Чикаго, штат Иллинойс. Открыт 30 мая 1930 года. В аквариуме представлено свыше 25000 экземпляров рыб, и одно время он был крупнейшим закрытым аквариумом в мире. Аквариум Шедда также был первым расположенным на суше аквариумом с постоянной коллекцией рыб, живущих в морской воде. Входит в состав парка, известного как Музейный кампус Чикаго, куда также входят Планетарий Адлера и Музей естественной истории им. Филда. Ежегодно аквариум посещают около 2 миллионов посетителей.
В аквариуме представлено 1500 видов рыб, морских млекопитающих, птиц, змей, амфибий и членистоногих.

## Галерея

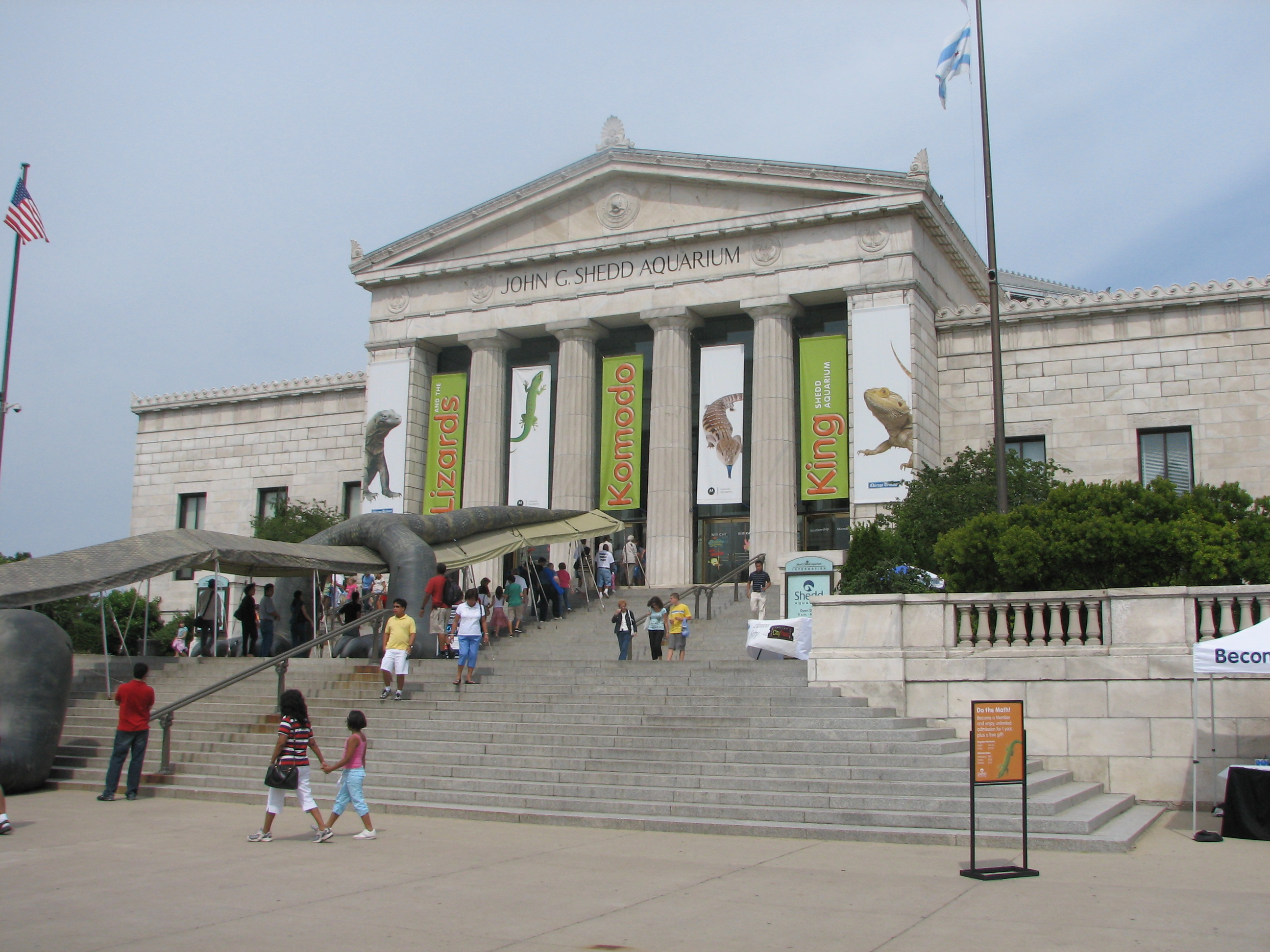
Центральный вход
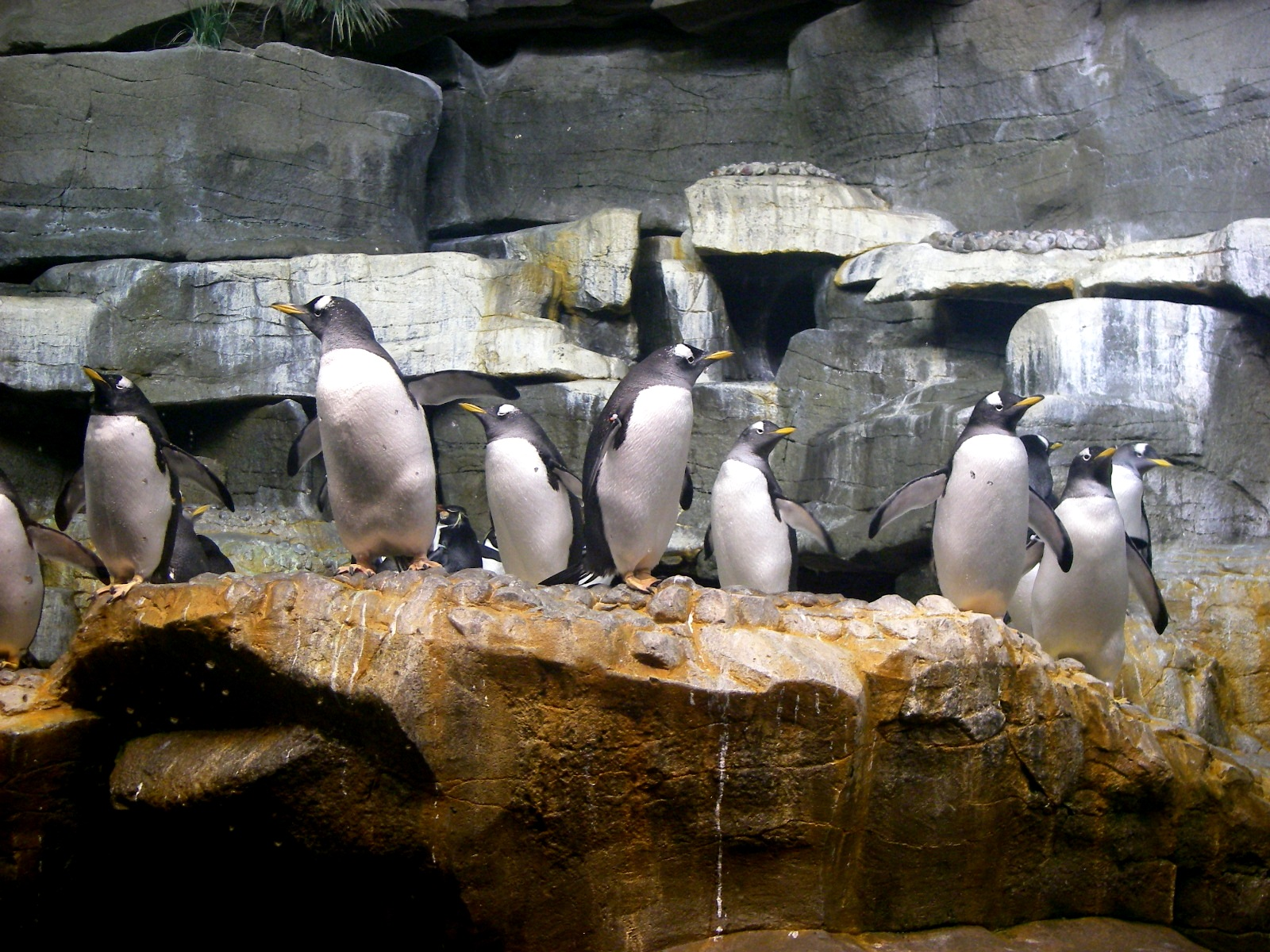
Папуанские пингвины
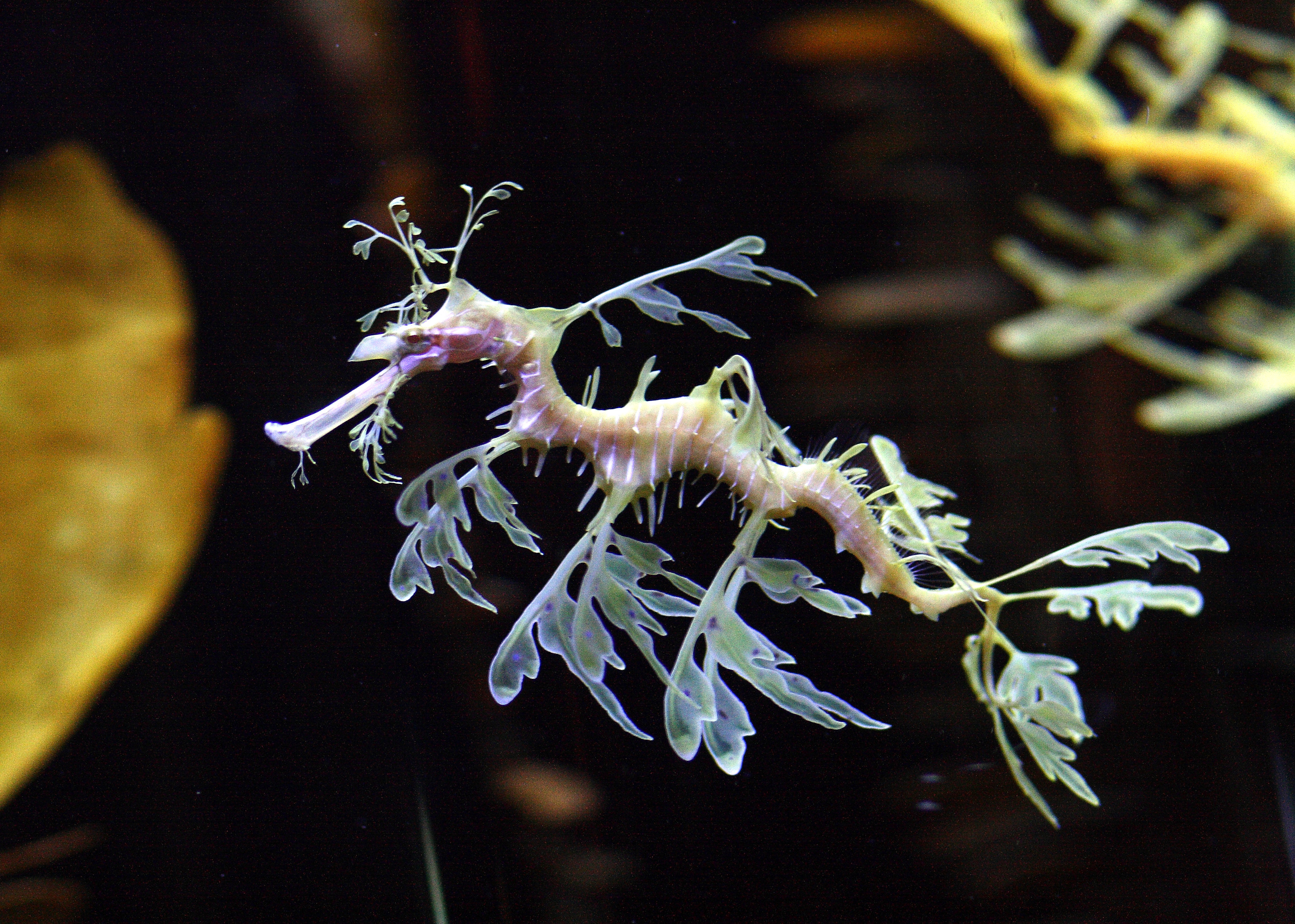
Морской конёк
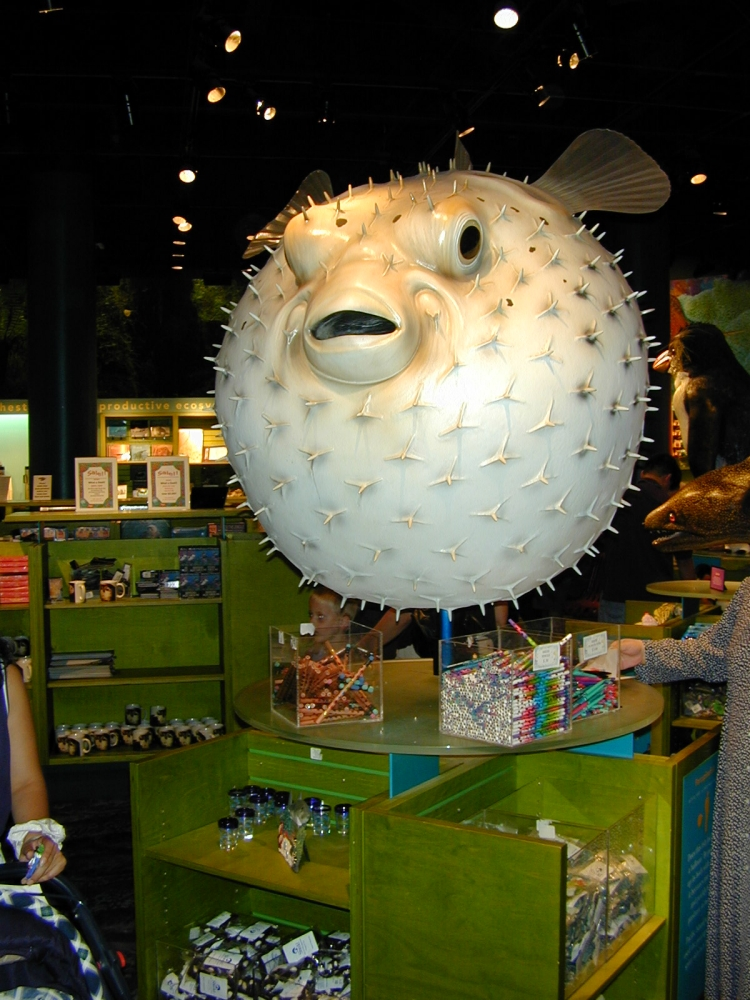
Лавка сувениров